# Sporidesmium folliculatum
Sporidesmium folliculatum är en svampart som först beskrevs av August Karl Joseph Corda, och fick sitt nu gällande namn av E.W. Mason & S. Hughes 1953. Sporidesmium folliculatum ingår i släktet Sporidesmium, ordningen Pleosporales, klassen Dothideomycetes, divisionen sporsäcksvampar och riket svampar.   Inga underarter finns listade i Catalogue of Life.